# Jarjayes
Jarjayes é uma comuna francesa na região administrativa da Provença-Alpes-Costa Azul, no departamento de Altos-Alpes. Estende-se por uma área de 22,67 km². Em 2010 a comuna tinha 467 habitantes (densidade: 20,6 hab./km²).